# Calosopsyche continentalis
Calosopsyche continentalis is een schietmot uit de
familie Hydropsychidae. De soort komt voor in het Neotropisch gebied.